# Reload
Reload és el setè àlbum d'estudi de la banda estatunidenca de thrash metal Metallica. Va ser publicat el 18 de novembre de 1997, amb la producció de Bob Rock per Elektra Records. Fou una continuació del seu anterior treball Load (1996), i aconseguí la certificació de 4 discs de platí. Fou el darrer disc d'estudi on participà Jason Newsted com a baixista, tot i que no la darrera publicació.

## Informació
El seu enregistrament es va realitzar a "The Plant" de Sausalito, Califòrnia, amb la producció de Bob Rock, que ja s'havia encarregat de la producció dels seus dos darrers àlbums. La idea original era publicar Load i Reload com un doble àlbum, però a causa de diversos problemes sorgits durant la gravació, van publicar les primeres ja acabades dins Load i van continuar treballant per finalitzar les cançons que van quedar pendents per llavors publicar-les a Reload. La portada també fou un disseny del fotògraf Andres Serrano, també sent força escatològic que el de Load, ja que en aquesta ocasió utilitzà com a substància una barreja de sang i orina, i titulà l'obra Piss and Blood.
Amb l'excepció dels discs S&M i Garage Inc., que són de versions i directes, amb Reload van tancar un episodi de Metallica on van deixar de banda el rock dur i el heavy metal, per mostrar les seves influències de country, blues i el hard rock. La banda no va publicar nou material propi recuperant les seves arrels fins al 2003 amb el polèmic St. Anger.
L'àlbum va debutar en la primera setmana amb 436.000 unitats venudes i el número en la llista estatunidenca, on es va mantenir durant 75 setmanes i superant lleugerament els quatre milions de còpies. La RIAA va certificar el senzill amb quatre discs de platí per aquestes vendes. També va aconseguir bons resultats a molts altres països destacant Canadà i Alemanya, on també aconseguir discs de platí i els números 2 i 1 en les respectives llistes d'àlbums.

## Llista de cançons
Totes les lletres escrites per James Hetfield. 
| Núm.          | Títol                                           | Música                              | Durada |
| ------------- | ----------------------------------------------- | ----------------------------------- | ------ |
| 1.            | «Fuel»                                          | Hetfield, Lars Ulrich, Kirk Hammett | 4:29   |
| 2.            | «The Memory Remains» (feat. Marianne Faithfull) | Hetfield, Ulrich                    | 4:39   |
| 3.            | «Devil's Dance»                                 | Hetfield, Ulrich                    | 5:18   |
| 4.            | «The Unforgiven II»                             | Hetfield, Ulrich, Hammett           | 6:36   |
| 5.            | «Better Than You»                               | Hetfield, Ulrich                    | 5:21   |
| 6.            | «Slither»                                       | Hetfield, Ulrich, Hammett           | 5:13   |
| 7.            | «Carpe Diem Baby»                               | Hetfield, Ulrich, Hammett           | 6:12   |
| 8.            | «Bad Seed»                                      | Hetfield, Ulrich, Hammett           | 4:05   |
| 9.            | «Where the Wild Things Are»                     | Hetfield, Ulrich, Jason Newsted     | 6:54   |
| 10.           | «Prince Charming»                               | Hetfield, Ulrich                    | 6:05   |
| 11.           | «Low Man's Lyric»                               | Hetfield, Ulrich                    | 7:36   |
| 12.           | «Attitude»                                      | Hetfield, Ulrich                    | 5:16   |
| 13.           | «Fixxxer»                                       | Hetfield, Ulrich, Hammett           | 8:15   |
| Durada total: | Durada total:                                   | Durada total:                       | 76:00  |

## Posicions en llista
| Llista (1997) | Posició | Certificacions |
| ------------- | ------- | -------------- |
| Alemanya      | 1       | 1x Platí       |
| Austràlia     | 2       | 1x Platí       |
| Canadà        | 2       | 2x Platí       |
| Estats Units  | 1       | 4x Platí       |
| Europa        |         | 2x Platí       |
| França        | 3       |                |
| Nova Zelanda  | 2       |                |
| Regne Unit    | 4       | 1x Or          |

## Crèdits
Metallica
- James Hetfield – cantant, guitarra rítmica
- Kirk Hammett – guitarra solista
- Jason Newsted – baix
- Lars Ulrich – bateria, percussió

Músics addicionals
- Marianne Faithfull – veus addicionals a "The Memory Remains"
- Bernardo Bigalli – violí a "Low Man's Lyric"
- David Miles – viola de roda a "Low Man's Lyric"
- Jim McGillveray – percussió

Producció
- Bob Rock, James Hetfield, Lars Ulrich – productor
- Brian Dobbs, Randy Staub – enginyeria
- Bernardo Bigalli, Darren Grahn, Kent Matcke, Gary Winger – ajudants d'enginyeria
- Mike Fraser, Randy Staub – mescles
- George Marino – masterització
- Paul DeCarli, Mike Gillies, Darren Grahn – edició digital
- Andie Airfix – disseny
- Anton Corbijn – fotografia
- Andres Serrano – art de coberta